# Helonias bullata
Espèce
Classification APG III (2009)
Helonias bullata est une espèce de plante de la famille des Mélanthiacées.